# Ваулово (Благовещенское сельское поселение)
Не следует путать с населёнными пунктами, расположенными в соседнем Тутаевском районе: деревней, селом, а также посёлком при железнодорожной станции, поделённом между Тутаевским и Большесельским районами.
Ваулово — деревня в Благовещенском сельском поселении Большесельского района Ярославской области.
Деревня Ваулова указана на плане Генерального межевания Рыбинского уезда 1792 года.

## Население
По данным статистического сборника «Сельские населенные пункты Ярославской области на 1 января 2007 года», в деревне Ваулово проживает 5 человек.

## География
Деревня расположена в северо-восточной части района. Ваулово стоит на правом западном берегу реки Чернавка, на расстоянии менее 1 км от её впадения в Черёмуху. В Ваулово Чернавку пересекает дорога, следующая из Благовещенье на запад по правому берегу Черёмухи.

## Известные люди
В деревне родился Герой Советского Союза Иван Александрович Герасимов.